# Lycocerus dimorphus
Lycocerus dimorphus es una especie de coleóptero de la familia Cantharidae.

## Distribución geográfica
Habita en Megalaya (India).